# Urania brasiliensis
Urania brasiliensis är en fjärilsart som beskrevs av William Swainson 1833. Urania brasiliensis ingår i släktet Urania och familjen Uraniidae. Inga underarter finns listade i Catalogue of Life.